# 1292
| [ Edytuj tabelę ]                          |                                                    |
| Książę Małopolski                          | - 1291 Wacław II 1305                              |
| Książę Wielkopolski                        | - 1273 Przemysł II 1296                            |
| Król Albanii                               | - 1285 Karol II 1301                               |
| Współksiążęta Andory                       | - 1278 Pere d'Urg 1293 - 1278 Roger Bernard I 1302 |
| Król Angkoru                               | - 1244 Dżajawarman VIII 1295                       |
| Król Anglii                                | - 1272 Edward I 1307                               |
| Król Aragonii i Walencji, hrabia Barcelony | - 1291 Jakub II Sprawiedliwy 1327                  |
| Margrabia Brandenburgii                    | - 1267 Konrad 1304 - 1267 Otto IV 1308             |
| Książę Burgundii                           | - 1272 Robert II 1306                              |
| Książę Dolnej Bawarii                      | - 1290 Stefan I 1309 - 1290 Otton III 1312         |
| Książę Górnej Bawarii                      | - 1253 Ludwik II 1294                              |
| Cesarz Bizancjum                           | - 1282 Andronik II Paleolog 1328                   |
| Car Bułgarii                               | - 1280 Jerzy I Terter 1292 - 1292 Smilec 1298      |
| Cesarz Chin                                | - 1279 Kubilaj-chan 1294                           |
| Król Cypru                                 | - 1285 Henryk II 1306                              |
| Król Czech                                 | - 1278 Wacław II 1305                              |
| Król Danii                                 | - 1286 Eryk Menved 1319                            |
| Władca Egiptu                              | - 1290 Al-Aszraf Chalil 1293                       |
| Cesarz Etiopii                             | - 1285 Jagbya Tsyjon 1294                          |
| Król Francji                               | - 1285 Filip IV Piękny 1314                        |
| Król Gruzji                                | - 1289 Wachtang II 1292                            |
| Hrabia Holandii                            | - 1256 Floris V 1296                               |
| Cesarz Japonii                             | - 1287 Fushimi 1298                                |
| Kalif                                      | - 1262 Al-Hakim bi-Amr Allah 1302                  |
| Król Kastylii i Leónu                      | - 1284 Sancho IV Odważny 1295                      |
| Patriarcha Konstantynopola                 | - 1289 Atanazy I 1293                              |
| Władca Korei                               | - 1274 Ch’ungnyŏl 1308                             |
| Wielki książę litewski                     | - 1291 Butywid 1296                                |
| Sułtan Maroka                              | - 1286 Abu Jakub Jusuf 1307                        |
| Książę Mediolanu                           | - 1287 Matteo I Wielki 1302                        |
| Senior Monako                              | - 1291 Franciszek 1301                             |
| Książę Moskwy                              | - 1283 Daniel Aleksandrowicz 1303                  |
| Król Nawarry                               | - 1284 Filip I 1305                                |
| Król Norwegii                              | - 1280 Eryk II Wróg Księży 1299                    |
| Hrabia Palatynatu                          | - 1253 Ludwik II Bawarski 1294                     |
| Papież                                     | - 1288 Mikołaj IV 1292                             |
| Król Portugalii                            | - 1279 Dionizy I 1325                              |
| Sułtan Rumu                                | - 1284 Masud II 1293                               |
| Książę Rusi halickiej                      | - 1270 Lew I 1300                                  |
| Cesarz Rzymski (niemiecki)                 | - 1292 Adolf z Nassau 1298                         |
| Książę Saksonii                            | - 1260 Albrecht II 1298                            |
| Król Serbii                                | - 1282 Stefan Urosz II 1321                        |
| Król Singasari                             | - 1268 Kertanagara 1292 - 1292 Dżajaktwang 1292    |
| Król Szkocji                               | - 1292 Jan Balliol 1296                            |
| Król Szwecji                               | - 1290 Birger I Magnusson 1318                     |
| Doża Wenecji                               | - 1289 Pietro Gradenigo 1311                       |
| Król Węgier                                | - 1290 Andrzej III 1301                            |
| Wielki mistrz zakonu krzyżackiego          | - 1291 Konrad von Feuchtwangen 1296                |

Rok 1292 / MCCXCII
stulecia: XII wiek ~
XIII wiek ~
XIV wiek

lata: 1282 «
1287 «
1288 «
1289 «
1290 «
1291 «
1292
» 1293
» 1294
» 1295
» 1296
» 1297
» 1302

## Wydarzenia w Polsce
- 9 października – została podpisana ugoda, na mocy której Władysław Łokietek wraz z bratem Kazimierzem II Łęczyckim zostali zmuszeni zrzeczenia się pretensji do Małopolski i złożenia hołdu lennego czeskiemu władcy Wacławowi II, w zamian za co mogli pozostać przy swoich kujawskich dzierżawach.
- 8 listopada – Wacław II wydał w Krakowie przywilej lokacyjny dla Bertolda wójta i Arnolda z braćmi, synów starosądeckiego wójta Tylmana, na podstawie którego dokonali lokacji miasta Nowy Sącz.
- Wacław II zdobył Sieradz i schwytał pod miastem Władysława Łokietka i jego brata.
- Wacław II założył Nowy Sącz.
- 10 listopada – Zator otrzymał prawa miejskie.

- data dzienna nieznana:
  - książę Bolko I Surowy został wyklęty.
  - najazd litewski na Brześć Kujawski[1].
  - Bolko I Surowy nadał prawa miejskie Kamiennej Górze.
  - Bolko I Surowy ufundował opactwo cystersów w Krzeszowie.
  - Stargard otrzymał lubeckie prawa miejskie.

## Wydarzenia na świecie
- 5 kwietnia - rozpoczęły się wybory papieskie.
- 5 maja – Adolf z Nassau został wybrany na króla niemieckiego.
- 17 listopada – Jan Balliol został wybrany królem Szkocji.
- Kastylijski król Sancho IV Odważny w przymierzu z Nasrydami odbił Tarifę z rąk Marynidów.
- Wypędzenie Żydów z Anglii przez Edwarda I.

## Urodzili się
- 20 stycznia - Elżbieta Przemyślidka, królowa czeska, tytularna królowa Polski, żona Jana Luksemburskiego (zm. 1330)
- 3 października - Eleanor de Clare, angielska szlachcianka (zm. 1337)

## Zmarli
- 15 marca – Tomasz II Zaremba, biskup wrocławski (ur. ok. 1230)[2]
- 4 kwietnia – Mikołaj IV, franciszkanin, papież, w okresie od 22 lutego 1288 do 4 kwietnia 1292 (ur. 1227)[3]
- 8 maja – Amato Ronconi, włoski tercjarz franciszkański (ur. ok. 1225)
- 2 czerwca – Rhys ap Maredudd, walijski szlachcic i przywódca rebeliantów (ur. 1250)
- 24 lipca – Święta Kinga (Kunegunda), córka króla Węgier Beli IV (ur. 1234)[4]
- 25 października – Robert Burnell, Lord Kanclerz Anglii (ur. 1239)
- 30 października – Benwenuta Bojani, włoska tercjarka dominikańska, błogosławiona katolicka (ur. 1255)
- 29 listopada – Paweł z Przemankowa, biskup krakowski (ur. ?)[5]
- 8 grudnia – John Peckham, arcybiskup Canterbury (ur. 1230)
- data dzienna nieznana:
  - Eufrozyna Mazowiecka – księżna oświęcimska (ur. 1328/1329)
  - Lucia z Trypolisu –  hrabina Trypolisu od 1287 do 1289
  - Roger Bacon – angielski filozof i naukowiec (ur. ok. 1214)
  - Wachtang II – król Gruzji w latach 1289-1292